# 1985 en combiné nordique
| Années du combiné nordique : 1982 - 1983 - 1984 - 1985 - 1986 - 1987 - 1988    |
| Décennies du combiné nordique : 1950 - 1960 - 1970 - 1980 - 1990 - 2000 - 2010 |

Cette page reprend les résultats de combiné nordique de l'année 1985.

## Coupe du monde
La Coupe du monde est remportée par le Norvégien Geir Andersen. Il s'impose devant deux Ouest-Allemands, Hermann Weinbuch & Hubert Schwarz.

### Coupe de la Forêt-noire
La coupe de la Forêt-noire 1985, qui était l'une des épreuves de la Coupe du monde, fut remportée par l'Ouest-Allemand Hermann Weinbuch.

### Jeux du ski de Lahti
L'épreuve de combiné des Jeux du ski de Lahti 1985, qui était l'une des épreuves de la Coupe du monde, fut remportée par le coureur norvégien Geir Andersen. Il s'impose devant les Ouest-Allemands Hermann Weinbuch et Thomas Müller.

### Festival de ski d'Holmenkollen
L'épreuve de combiné de l'édition 1985 du festival de ski d'Holmenkollen, qui était l'une des épreuves de la Coupe du monde, fut remportée par l'Est-Allemand Hermann Weinbuch devant le Norvégien Geir Andersen. L'Est-Allemand Heiko Hunger est troisième.

## Jeux du ski de Suède
L'épreuve de combiné des Jeux du ski de Suède 1985 ne fut pas organisée.

## Championnat du monde
Le championnat du monde eut lieu à Seefeld in Tirol, en Autriche.
L'épreuve de combiné fut remportée par l'Allemand de l'Ouest Hermann Weinbuch devant le Norvégien Geir Andersen. Le Finlandais Jouko Karjalainen est troisième.

## Universiade
L'Universiade d'hiver de 1985 s'est déroulée à Belluno, en Italie. L'épreuve de combiné fut remportée par l'Allemand de l'Est Thomas Müller devant le Soviétique Alexander Prosvirnin. Le Japonais Hiroki Uchida es troisième.

## Championnat du monde juniors
Le Championnat du monde juniors 1985 a eu lieu à Randa, en Suisse. Il a couronné le Soviétique Sergueï Nikiforov devant l'Allemand de l'Ouest Hans-Peter Pohl. Le Finlandais Jyri Pelkonen termine troisième.

## Championnats nationaux

### Championnats d'Allemagne
En Allemagne de l'Est, l'épreuve du championnat d'Allemagne de combiné nordique 1985 fut remportée par Heiko Hunger. Uwe Dotzauer, le champion 1983, se classe deuxième tandis qu'un certain Beetz est troisième.
Les résultats du championnat d'Allemagne de l'Ouest de combiné nordique 1985 manquent.

### Championnat d'Estonie
Le Championnat d'Estonie 1985 s'est déroulé à Otepää. Il fut remporté par Kalev Aigro, qui retrouvait enfin la première place qui lui échappait depuis 1979. Il s'impose devant Jaan Vene, qui avait été troisième en 1983, et Rain Pärn.

### Championnat des États-Unis
Comme en 1982, le championnat des États-Unis 1985 s'est tenu à Laconia, dans le New Hampshire. Et comme en 1982, il a été remporté par Pat Ahern. Ce dernier était également champion en titre.

### Championnat de Finlande
Les résultats du championnat de Finlande 1985 sont incomplets. Jouko Parviainen a reçu le titre national.

### Championnat de France
Les résultats du championnat de France 1985 sont incomplets. Gilles Ziglioli est le champion de France 1985.

### Championnat d'Islande
Comme les trois années précédentes, le championnat d'Islande 1985 fut remporté par Þorvaldur Jónsson.

### Championnat d'Italie
Le podium du championnat d'Italie 1984 est en tous points identique à ceux des deux années précédentes : il fut remporté par Giampaolo Mosele devant Francesco Benetti ; Stefano Lunardi est troisième.

### Championnat de Norvège
Le championnat de Norvège 1985 fut remporté par Geir Andersen devant Hallstein Bøgseth, deuxième, et Torbjørn Løkken, troisième.
L'épreuve par équipes a été remportée par l'équipe d'Oslo, composée de Espen Andersen, John Riiber et Jon Andersen. Elle devance l'équipe du Vest-Finnmark et celle du Nord-Trøndelag.

### Championnat de Pologne
Le championnat de Pologne 1985 fut remporté par Tadeusz Bafia (pl), du club Wisła-Gwardia Zakopane.

### Championnat de Suède
Comme les deux années précédentes, le championnat de Suède 1985 a distingué Göran Andersson, du club Sysslebäcks BK. Le titre du club champion ne fut pas décerné.

### Championnat de Suisse
Les résultats du Championnat de Suisse 1985 manquent.